# Matt Cornett
Matt Cornett (Rogers, Arkansas, 6 de octubre de 1998) es un actor y cantante estadounidense conocido por interpretar el papel de E.J. Caswell en la serie original de Disney+ High School Musical: The Musical: The Series (2019-presente).

## Biografía
Cornett se crio en Rogers, Arkansas y posteriormente se mudó a Los Ángeles en 2012 para realizar su carrera como actor.

## Filmografía

### Series de televisión
| Año       | Título                                    | Personaje         | Notas                                                      |
| --------- | ----------------------------------------- | ----------------- | ---------------------------------------------------------- |
| 2012-2014 | Nightmare U                               | Daniel            | 3 episodios                                                |
| 2013      | Southland                                 | Lou               | Episodio: «Off Duty»                                       |
| 2015      | The Dunes Club                            | Carter            | Película de televisión                                     |
| 2015-2016 | Bella y los Bulldogs                      | Zach Barnes       | Personaje recurrente                                       |
| 2016      | The Middle                                | Duncan            | Episodio: «The Core Group»                                 |
| 2016      | Criminal Minds                            | Austin Settergren | Episodio: «The Anti-Terror Squad»                          |
| 2017      | Speechless                                | Chase             | Episodio: «S-I- SICK D-A- DAY»                             |
| 2017      | Life in Pieces                            | Ryan              | 4 episodios                                                |
| 2018      | Alone Together                            | Logan             | Episodio: «Drama Story»                                    |
| 2018      | Perfect Citizens                          | Nathan Schurzer   | Película de televisión                                     |
| 2019      | Stressed to Death                         | Alston Garrett    | Película de televisión                                     |
| 2019      | Game Shakers                              | Blake             | Episodios: «Bug Tussle», «Boy Band Cat Nose» & «He's Back» |
| 2019-2020 | The Goldbergs                             | Andrew Gallery    | 2 episodios                                                |
| 2019-2023 | High School Musical: el musical: la serie | E.J. Caswell      | Elenco principal                                           |
| 2022      | Zombies 3                                 | A-Lan             | Película de televisión                                     |

### Cine
| Año  | Título                           | Personaje   | Director        |
| ---- | -------------------------------- | ----------- | --------------- |
| 2013 | Can                              | Diego       | Ray Cartier     |
| 2015 | I Think My Babysitter's an Alien | Glenn       | R.L. Scott      |
| 2016 | Inconcebible                     | Zach        | Tom Shell       |
| 2018 | Alex y yo                        | Logan Wills | Eric Champnella |